# Gmina Libonik
Gmina Libonik (alb. Komuna Libonik) – gmina położona we wschodniej części Albanii. Administracyjnie należy do okręgu Korcza w obwodzie Korcza. W 2011 roku populacja gminy wynosiła 8922 osób, 4374 kobiet oraz 4548 mężczyzn, z czego Albańczycy stanowili 89,56% mieszkańców. 
W skład gminy wchodzi trzynaście miejscowości: Libonik, Drithas, Vloçisht, Vashtemije, Poçestë, Symizë, Kloc, Shkozë, Këmbëthekër, Beras, Zboq, Memël, Manastirec.